# Marcello Diomedi
Marcello Diomedi (Calangianus, 1º dicembre 1942 – Jesi, 25 settembre 2021) è stato un calciatore italiano, di ruolo difensore.

## Carriera
Nelle file della Fiorentina ha disputato due campionati di Serie A contribuendo a far vincere alla squadra viola, nella stagione 1965-1966, la Coppa Italia e la Coppa Mitropa.
Nell'annata 1968-1969 con il Bari ottenne la promozione in Serie A, mantenendosi titolare per la successiva stagione in massima serie. In maglia barese fu, curiosamente, l'unico sardo in campo il 12 aprile 1970 nella partita decisiva per la vittoria dello Scudetto del Cagliari, ma da avversario dei rossoblù.
Vinse il Premio Stadio nel 1965 per la Serie C e fu nazionale di Serie C per due volte, andando a segno anche una volta.
Insieme ad Antonio Martorella e a Denis Godeas detiene il primato di aver giocato e segnato almeno una volta in tutti i livelli del calcio italiano, dalla Serie A alla Terza Categoria.

## Palmarès
- Coppa Italia: 1

Fiorentina: 1965-1966
- Coppa Mitropa: 1

Fiorentina: 1966